# Покровка (Голованівський район)
Покро́вка — село в Україні, у Надлацькій сільській громаді Голованівського району Кіровоградської області. Населення становить 316 осіб. Колишній центр Покровської сільської ради.

## Населення
Згідно з переписом УРСР 1989 року чисельність наявного населення села становила 423 особи, з яких 190 чоловіків та 233 жінки.
За переписом населення України 2001 року в селі мешкало 316 осіб.

### Мова
Розподіл населення за рідною мовою за даними перепису 2001 року:
| Мова       | Відсоток |
| ---------- | -------- |
| українська | 98,42 %  |
| білоруська | 0,95 %   |
| болгарська | 0,32 %   |
| російська  | 0,32 %   |